# Claude Haagen
Pour les articles homonymes, voir Haagen.
Claude Haagen, né le 18 mai 1962 à Luxembourg-Ville, est un homme politique luxembourgeois, président du Parti ouvrier socialiste luxembourgeois de 2014 à 2019.

## Biographie

### Formation
Après avoir fait ses études au Lycée classique de Diekirch (lb) (LCD), il part étudier en France à l'université de Nancy puis à l'université de Strasbourg où il obtient son diplôme en sciences économiques et sociales dans cette dernière.  

### Carrière professionnelle
Claude Haagen était professeur en sciences économiques et sociales au Lycée technique d'Ettelbruck (lb) (LETT).
En ce qui concerne le monde syndical, Claude Haagen est président de deux syndicats intercommunaux : le Syndicat intercommunal à vocation multiple Nordstad (ex-ZANO) depuis 2010 et le Syndicat intercommunal pour la gestion des déchets en provenance de la région de Diekirch, Ettelbruck et Colmar-Berg (SIDEC) depuis 2012.
Par ailleurs, il est président de la Fédération luxembourgeoise d'athlétisme (FLA) de 2010 à 2018, date à laquelle la députée écologiste Stéphanie Empain lui succède.

### Parcours politique

#### Politique locale
Membre du conseil communal de la ville de Diekirch de 1994 à 1996, il est nommé échevin de 1997 à 2001 avant de devenir bourgmestre de la ville de 2001 à 2005. Il cède son mandat au socialiste Nico Michels et continue de faire partie du conseil de 2006 à 2011. Candidat aux élections communales de 2011, il est de nouveau nommé bourgmestre et le parti socialiste obtient la majorité absolue des sièges à l'assemblée.

#### Politique nationale
Lors d'un congrès qui se tient en mars 2014, il est élu président de son parti à la majorité des voix face à son adversaire Pierre Meyers. En parallèle, les vice-présidents élus sont Taina Bofferding et George Engel. Il succède à Alex Bodry. En janvier 2019, lors du renouvellement des cadres du parti, Franz Fayot est le seul candidat en lice pour reprendre la présidence à Claude Haagen.
En raison de la nomination de Romain Schneider au sein du gouvernement, Claude Haagen fait son entrée au sein de la Chambre des députés pour la circonscription du Nord où il représente le LSAP. Réélu aux élections législatives anticipées d'octobre 2013 et aux législatives de 2018, il fait notamment partie des commissions de l'Enseignement supérieur, de la Recherche, des Media et des Communications de 2009 à 2010 et de l'Éducation nationale, de la Formation professionnelle et des Sports (pour les volets Éducation nationale et Formation professionnelle) de 2009 à 2013.
En septembre 2016, il est nommé rapporteur du budget pour l'année 2017. 
Il assiste à l'élection présidentielle de 2020 aux États-Unis en tant qu'observateur pour le compte de l'Organisation pour la sécurité et la coopération en Europe (OSCE). 